# Scuola ufficiali carabinieri
La Scuola Ufficiali Carabinieri è un istituto militare, di rango universitario, che cura la formazione e l'aggiornamento permanente dei quadri ufficiali dell'Arma. La sede è a Roma in via Aurelia.

## Storia
Il primo corso sperimentale si tenne presso la Legione allievi Carabinieri con sede a Torino sulla base della circolare n. 12602 del 25 ottobre 1883 a firma del Comandante Generale. L'esito favorevole diede poi vita al primo embrione di ente formativo per i futuri ufficiali . La costituzione della Scuola ufficiali carabinieri ha avuto luogo con circolare del Comando Generale n. 9-5948 del 17 maggio 1884 allorché venne istituita presso la Legione allievi carabinieri di Torino la Scuola per marescialli d'alloggio aspiranti al grado di sottotenente, divenuta così il primo istituto dei carabinieri per la formazione specifica di ufficiali dell'Arma.
La selezione degli ufficiali dalla base traeva origine dall'esperienza di Antico Regime, enfatizzata nel corso del periodo napoleonico. Per quanto riguarda i Carabinieri Reali, a partire dal 1816 si procedette ai primi reclutamenti di ufficiali provenienti dalla truppa.
Lo scopo della scuola venne definito sulla base della esigenza di "allargare le cognizioni letterarie e scientifiche degli aspiranti ufficiali e dar loro mezzo di perfezionare l'istruzione militare e di impratichirsi nell'equitazione".
Nel novembre del 1885 la Legione allievi viene trasferita da Torino a Roma e con essa la Scuola aspiranti al grado di sottotenente si sposta nella nuova capitale.
Con legge 30 dicembre 1906 n. 647 la scuola assume una fisionomia autonoma con la denominazione di "Scuola allievi ufficiali carabinieri reali" trovando nuova sistemazione in piazza del Risorgimento, nell'edificio che dal 1925 sarebbe stato - e lo è tuttora - "sede propria, esclusiva e quanto mai degna" del Museo Storico dell'Arma dei Carabinieri.
Nel 1926 la scuola allievi ufficiali carabinieri reali fu soppressa e i sottufficiali vincitori di concorso furono avviati presso l'Accademia Militare di Fanteria e Cavalleria di Modena, mentre altri corsi di perfezionamento riservati a ufficiali furono tenuti a Firenze nel complesso monumentale del convento di Santa Maria Novella dove aveva sede la Scuola sottufficiali carabinieri reali. Nel 1928 la struttura di formazione prende il nome di Scuola Centrale dei Carabinieri Reali tanto che ancora oggi a Firenze la caserma di piazza Stazione viene denominata "la centrale".
Soltanto il 1º novembre 1952 fu istituita a Roma la Scuola Ufficiali, nel settecentesco edificio vanvitelliano di via Garibaldi, che successivamente assunse il nome di Scuola di applicazione dell'Arma. A partire dal 1952, dunque la formazione degli ufficiali fu definitivamente separata da quella dei sottufficiali.
Il 10 novembre 1976 l'istituto - che assumerà nuovamente la denominazione di Scuola ufficiali dei carabinieri - trova definitiva sistemazione nel quartiere Aurelio, nella caserma "Ugo de Carolis" a Roma, intitolata al nome della medaglia d'oro al valor militare maggiore dei carabinieri Ugo De Carolis, martire delle Fosse Ardeatine.

## La scuola oggi
La sede attuale è un vero e proprio campus universitario dotato di strutture quali aule multimediali, un'importante biblioteca, laboratori di lingua e di informatica, poligono di tiro, palestra e strutture sportive complete, un corpo docente militare e universitario.
La scuola cura lo svolgimento:
- del corso biennale di applicazione per la formazione degli ufficiali provenienti dall'accademia militare (RN)
- del corso biennale applicativo (ex RS, ora RN, parificati agli ufficiali provenienti dall'accademia militare) per personale proveniente dai marescialli, dai brigadieri e da appuntati e carabinieri in possesso della laurea di 1 livello in scienze giuridiche vincitori di concorso pubblico alle funzioni di sottotenente
- del corso biennale formativo per ufficiali del ruolo tecnico (RT)
- del corso biennale di formazione per ufficiali del ruolo forestale (RF)
- dal 2017 al 2021 corsi di aggiornamento professionale per 158 (800 nel predetto quinquennio) sottotenenti Ruolo Straordinario ad Esaurimento provenienti da Luogotenente / Luogotenente Carica Speciale vincitori di specifico concorso interno
- dal corso annuale di perfezionamento per gli ufficiali provenienti dal corso d'applicazione che, conseguito il grado di tenente, proseguono gli studi per conseguire la laurea specialistica in giurisprudenza
- del corso di istituto per l'aggiornamento dei maggiori
- del corso formativo per ufficiali della Riserva Selezionata (dal 2016)
- di seminari per l'aggiornamento di generali di brigata neopromossi, di ufficiali destinati ai comandi provinciali o gruppi territoriali, tenenti e capitani destinati alle compagnie e dei responsabili dei settori operativi tecnico-logistici

Posto alle dipendenze del Comando delle scuole dell'Arma dei Carabinieri, svolge altresì corsi di formazione ed aggiornamento nelle discipline giuridiche, professionali e linguistiche e svolge corsi formativi od informativi per ufficiali di paesi esteri, anche al di fuori della NATO.

## Eventi
Nella vita della scuola sono ricorrenti le annuali cerimonie di:
- giuramento degli ufficiali neo giunti dai corsi dell'Accademia militare
- inaugurazione dell'anno accademico, alla presenza delle massime cariche dello Stato e dei vertici della Difesa.

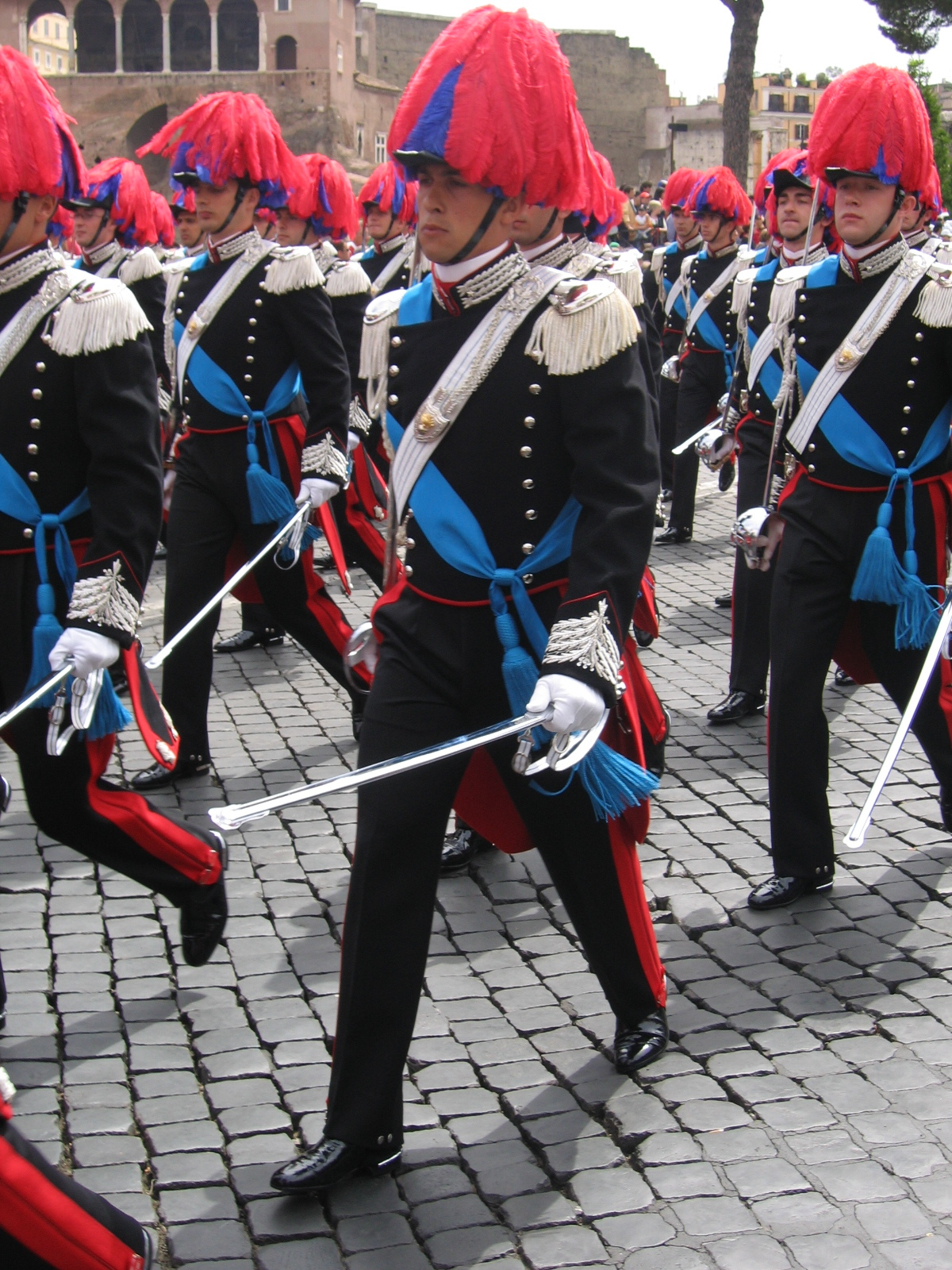
frequentatori della scuola, in grande uniforme speciale, sfilano in occasione della Festa della Repubblica a Roma

Grado di sottotenente, rivestito dai frequentatori del 3º e 4º anno di corso
Grado di tenente, rivestito dai frequentatori del 5º anno di corso

## Pubblicazioni
La scuola pubblica, on line, sul sito istituzionale dell'Arma, la rivista trimestrale, a carattere scientifico-professionale, Rassegna dell'Arma dei Carabinieri. Il periodico, mezzo di aggiornamento e preparazione specifica dei quadri dell'Arma, si avvale di contributi di appartenenti all'istituzione, al mondo accademico, giudiziario, forense e della cultura in genere, dibattendo tematiche originali sull'evoluzione del pensiero militare e delle discipline giuridiche e tecnico-scientifiche che più interessano il servizio d'istituto. I fascicoli riportano sempre un editoriale del direttore della rivista - che coincide con il comandante della scuola - ed una rubrica studi nonché notizie della vita dell'istituto e rubriche di legislazione e giurisprudenza e informazioni e segnalazioni.

## Comandanti
- Gen. D. Ugo Zottin, dal 2008 al 2012
- Gen. D. Giovanni Nistri, dal 2012 al 2014
- Gen. D. Vittorio Tomasone, dal 2014 al 2017
- Gen. D. Angelo Agovino, dal 2017 al 2018
- Gen. D. Riccardo Galletta, dal 2018 al 2020
- Gen. C.A. Claudio Domizi dal 2020 al 2025